# Ẩm thực Malta
Ẩm thực Malta phản ánh lịch sử Malta, nó cho thấy ảnh hưởng mạnh từ ẩm thực Sicilia và ẩm thực Anh cũng như Tây Ban Nha, Maghreb, Provence và các loại ẩm thực Địa Trung Hải khác. Ẩm thực Malta có nhiều ảnh hưởng từ bên ngoài vì nó phải nhập khẩu hầu hết các loại thực phẩm, nó nằm ở con đường giao thương quan trọng và phải cung cấp thực phẩm cho những thế thực ngoại quốc đã cai trị hòn đảo. Món thỏ hầm truyền thống của Malta (fenek) thường được coi là món ăn quốc gia.

## Lịch sử
Lịch sử và địa lý của Malta có ảnh hưởng quan trọng đến ẩm thực. Ẩm thực Malta có nhiều ảnh hưởng từ bên ngoài vì nó phải nhập khẩu hầu hết các loại thực phẩm, nó nằm ở con đường giao thương quan trọng và phải cung cấp thực phẩm cho những thế thực ngoại quốc đã cai trị hòn đảo. Các món ăn và hương vị ngoại quốc được tiếp thu, truyển đổi và thích nghi. Đồ ăn Ý (đặc biệt là Sicilia), Trung Đông và Ả Rập tạo ra ảnh hưởng lớn, nhưng sự có mặt ở Malta của Hiệp sĩ Cứu tế và gần đây hơn là người Anh mang tới những nguyên liệu từ xa hơn
Các hiệp sĩ đến từ nhiều nước châu Âu; đặc biệt là Pháp, Ý và Tây Ban Nha. Họ mang theo ảnh hưởng từ những nước này. Ví dụ Aljotta, một loại nước dùng cá với nhiều tỏi, rau thơm và cà chua là sự điều chỉnh theo cách Malta của món bouillabaisse. Sự tiếp xúc với những hiệp sĩ cũng mang đến đồ đồ ăn từ Tân Thế giới; người ta cho là Malta là một trong những nước đầu tiên (sau Tây Ban Nha) là nơi mà sô cô la được nếm thử lần đầu.
Sự xuất hiện của quân đội Anh Quốc nghĩa là có một thị trường từ đơn vị, gia đình họ và sau đó là lượng khách du lịch lớn từ Vương quốc Anh. Các sản phẩm thực phẩm, gia vị và nước xốt của Anh như mù tạt Anh, Bovril, xốt HP và xốt Worcestershire vẫn chưa xuất hiện nhiều nhưng đang lan rộng ra trong cách nấu ăn của người Malta. Trong khi từ "aljoli" trong tiếng Malta có vẻ là từ mượn, phiên bản Malta của loại xốt này không bao gồm trứng như trong aioli; thay vào đó nó dựa vào rau thơm, ô liu, cá cơm và dầu ô liu. Tương tự, trong khi từ "taġen" trong tiếng Malta có liên quan đến từ "tajine" trong tiếng Malta nhưng nó chỉ đề cập riêng đến một loại chảo rán kim loại.

## Ẩm thực

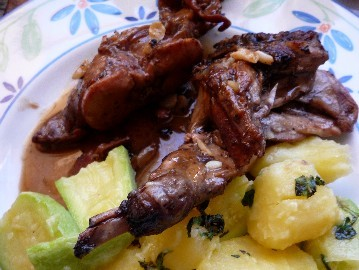
Thỏ rán với rượu vang và tỏi

Có những thời điểm mà sự phát triển của ẩm thực Malta gặp phải một số vấn đề. Ví dụ nổi bật nhất là món ăn Malta truyền thống stuffat tal-fenek (thỏ hầm), thường được coi là món ăn quốc gia, đã bị phản đối do sự hạn chế săn bắt mà những Hiệp sĩ Cứu tế đặt ra. Món này trở nên phổ biến sau khi sự hạn chế được loại bỏ cuối thế kỷ 18 (vào thời điểm đó giống thỏ bản xứ đã nhân rộng và giá thành giảm) và sự thuần hoá thỏ, một kỹ thuật có thể đến từ Pháp nhờ những hiệp sĩ Pháp.
Sự phổ biến của thịt lợn và sự hiện diện của nó trong nhiều bón ăn có thể vì Malta năm ở khu vực rìa của vùng theo Công giáo. Ngoài các món lợn (như lợn nướng hoặc lợn nhồi) và sự xuất hiện độc nhất của nó trong xúc xích Malta truyền thống, việc thêm thịt lợn vào các món ăn như kawlata (một loại súp rau) và ross il-forn (cơm nướng) đã và đang trở nên phổ biến trong ẩm thực bản xứ Malta trong vài thế kỷ.
Trong sự kiện Café châu Âu tổ chức bởi Phái đoàn Liên minh châu Âu tại Áo năm 2006 "đại diện" của Malta được chọn là maqrut.

## Biến thể

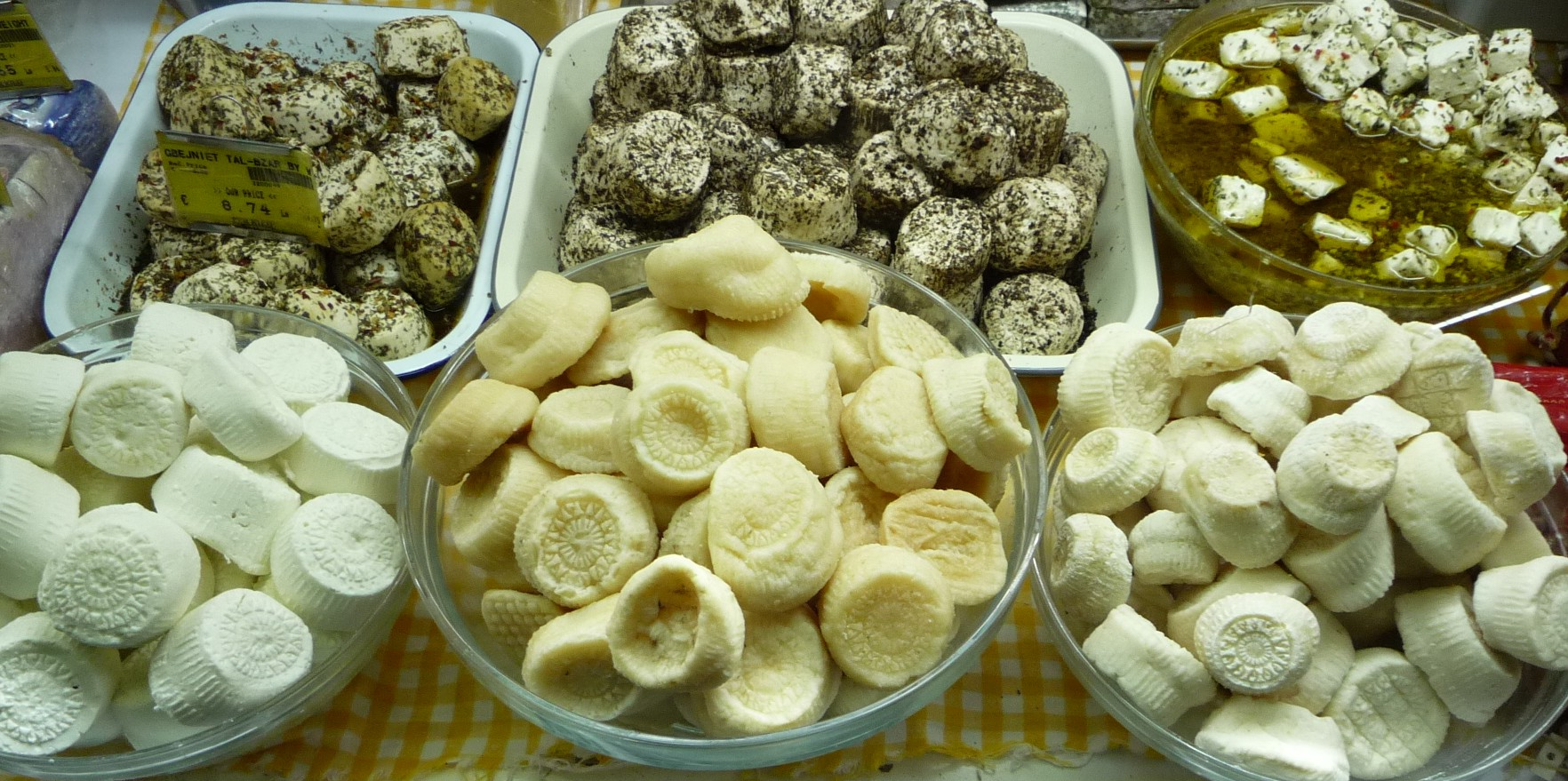
Các loại Ġbejniet tươi và hun khói

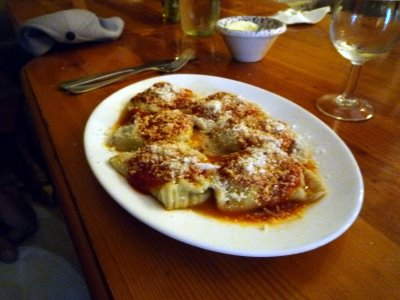
Gozitan ravjul

### Theo vùng
Mặc dùng Malta có kích thước nhỏ, có một số biến thể theo vùng. Đặc biệt là trường hợp của Gozo. Bằng chứng ở các tên gọi như Ġbejna của Gozo (ġbejna t'Għawdex) và ftira Għawdxija, bánh mì dẹt phủ hoặc nhồi với khoai tây hoặc ġbejniet với trứng, pho mát nạo, cà chua, cá cơm, ô liu, pho mát ricotta và xúc xích Malta và các nguyên liệu khác.

### Theo mùa

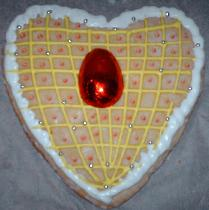
Figolla - đồ ngọt truyền thống dịp lễ Phục Sinh

Biến thể theo mùa lớn nhất là món tráng miệng và đồ ngọt. Prinjolata, kwareżimal, karamelli chu-ħarrub, ftira tar-Randan, figolla và qagħaq chu-għasel là tất cả các ví dụ về ngọt gắn liền với một mùa cụ thể.
Bởi vì người Công giáo ăn chay trong mùa Chay liên quan chủ yếu đến thịt và các sản phẩm từ sữa, cá như cá nục heo cờ là một món ăn phổ biến trong thời gian này trong món ốc hầm (tiếng Malta: bebbux), atisô nhồi và món rán (tiếng Malta: qaqoċċ mimli) và (tiếng Malta: sfineġ) từ ġbejna, rau hoặc cá (đặc biệt là cá mồi trắng và cá tuyết muối).
Trong Tuần Thánh người nướng bánh nướng lượng lớn bánh vòng thường gắn với vài quả hạnh nhân phía trên được gọi là qagħqa chu-appostli. Nó thường trùng với mùa xuân, cũng có thay đổi theo mùa với một số món nhất định ví dụ như trong mùa Chay, đậu răng ngựa được thêm vào các món ăn như kusksu (một món rau và pasta).
Trong tháng mười một għadam chu-mejtin (nghĩa đen: xương của người chết, trong tiếng Ý: ossa dei morti) được chế biến. Món này giống với figolla nhưng được làm trong hình một chiếc xương.